# جری داوسون
جری داوسون (به انگلیسی: Jerry Dawson) بازیکن فوتبال زادهٔ ۱۸ مارس ۱۸۸۸ اهل کشور انگلستان که سابقهٔ بازی در تیم ملی فوتبال انگلستان را در کارنامهٔ خود دارد. وی در تاریخ ۲۲ اکتبر ۱۹۲۱ نخستین بازی ملی خود را در مقابل تیم ملی فوتبال ایرلند شمالی انجام داد و با حضور در ۲ بازی ملی، در تاریخ ۸ آوریل ۱۹۲۲ واپسین بازی ملی‌اش را در برابر تیم ملی فوتبال اسکاتلند برگزار کرد.